# Lilly Melchior Roberts
Lilly Melchior Roberts (* 19. April 1903 in Hamburg; † 27. Juni 1966 in Ann Arbor, Michigan) war eine deutsch-amerikanische Landgerichtsrätin, Rechtsanwältin, Bibliothekarin und Rechtswissenschaftlerin. 

## Leben und Werk

### Herkunft und Familie
Lilly Melchior wurde am 19. April 1903 in Hamburg als Tochter von Elsa Warburg und Willy Elkan geboren. Nach dem Tod ihres Vaters nahm sie den Namen ihres Stiefvaters, des Rechtswissenschaftlers und Rechtsanwalts Sally George Melchior, an.

### Ausbildung und Beruf
Lilly Melchior Roberts war in der Weimarer Republik eine der ersten deutschen Rechtsanwältinnen, von 1931 bis 1935 praktizierte sie in der angesehenen Berliner Wirtschaftskanzlei Dr. h.c. Albert Pinner, Dres. Walter Schmidt II, Wilhelm  Beutner, Friedrich Kempner.  Mit den Partnern der Warburg-Bank, Max Warburg und Carl Melchior (ihrem Stiefonkel), arbeitete sie an den komplexen Details des im August 1931 in Basel geschlossenen Stillhalteabkommens.
Als Bibliographin und Fachbibliothekarin der Law Library der University of Michigan Law School baute sie die europarechtlichen Sammlungen und Forschungsinfrastrukturen einer der weltweit führenden juristischen Fachbibliotheken auf.

## Wirkung
Ihre Publikationen über das rechtswissenschaftliche Publikationsgenre der Festschrift sind Klassiker der Bibliothekswissenschaft und der Medienkunde und Medientheorie des Rechts.

## Schriften
- A Bibliography of Legal Festschriften, Martinus Nijhoff, The Hague 1972 (posthumously completed by Herbert L. Bernstein).
- ‘Review (of German Association of Comparative Law, ed, Bibliography of German Law, Karlsruhe 1964)‘, Michigan Law Review 63 (1965), 1121–1126.
- ‘Legal Festschriften’, Law Library Journal 56 (1963), 47–60.
- ‘The Importance of Legal Festschriften for Work in International and Comparative Law’, American Journal of Comparative Law 11 (1962), 403–411.
- ‘Building up a Small Foreign Law Collection for Small and Medium-Sized Libraries’, Law Library Journal 53 (1960), 379–385.